# Cassida panzeri
Cassida panzeri — жук підродини щитоносок з родини листоїдів.

## Поширення
Зустрічається в палеарктичному регіоні до східної Японії (Хонсю).

## Екологія та місцеперебування
Кормові рослини — айстрові (Asteraceae): лопух справжній або реп'ях (Arctium lappa), Cirsium vulgare, будяк звичайний (Cirsium arvense), зміячка низька (Scorzonera humilis), кульбаба лікарська (Taraxacum officinale) і козельці лучні (Tragopogon pratensis).